# Kemskij rajon
Il Kemskij rajon (in russo Кемский район?) è un rajon della Repubblica di Carelia, nella Russia europea. Istituito nel 1927, il suo capoluogo è Kem'.